# Bombylius ochraceus
Bombylius ochraceus är en tvåvingeart som beskrevs av Jacques-Marie-Frangile Bigot 1892. Bombylius ochraceus ingår i släktet Bombylius och familjen svävflugor.
Artens utbredningsområde är Uruguay. Inga underarter finns listade i Catalogue of Life.